# アップルワールド
株式会社アップルワールドは海外・国内ホテルの予約・手配、ホテルクーポン販売、海外・国内ホテル・旅行関連情報サービスを行う旅行業者。国内外の旅行会社向けにホテル予約手配サービスを行うほか、個人旅行者向けのウェブサイト「Hotelista（ホテリスタ）」と「Travery（トラベリー）」を運営している。

## 沿革
- 1991年12月（平成3年）：株式会社アップルホテルズを東京都豊島区池袋に設立
- 1992年8月（平成4年）：海外ホテル予約およびクーポンの販売を開始
- 1996年10月（平成8年）：ウェブサイト「アップルワールド.com」をオープン
- 2000年5月（平成12年）：本社を西池袋メトロポリタンプラザへ移転
- 2000年9月（平成12年）：社名をアップルワールドに変更
- 2001年5月（平成13年）：格安航空券の販売、および主催旅行の長期滞在ツアーの企画、販売を開始
- 2003年12月（平成15年）：長期滞在専門ウェブサイト「ロングステイ専門店」オープン
- 2004年6月（平成16年）：航空券専門ウェブサイト「a-sky」オープン
- 2004年9月（平成16年）：海外ホテルとのオンライン化開始
- 2005年7月（平成17年）：プライバシーマーク取得
- 2005年10月（平成17年）：ウェブサイト「アップルワールド.com」会員制に移行
- 2009年12月（平成21年）：国内ホテルウェブサイト「やど物語」オープン
- 2010年11月（平成22年）：「ロングステイ専門店」と「やど物語」を「アップルワールド.com」に統合。
- 2014年7月（平成26年）：ファンド運営会社のアント・キャピタル・パートナーズがアップルワールドの全株式を取得[3]。
- 2015年11月（平成27年）：ホテル予約サイト「Hotelista（ホテリスタ）」をオープン[4]。
- 2016年6月1日（平成28年）：旅行者向け「アップルワールド」をホテリスタに一本化[5]。 「アップルワールド」の名称を持つウェブサイトは、旅行会社専用（BtoB）サイトとして継続[6]。
- 2018年1月16日（平成30年）：じげんがアップルワールドの全発行済株式を取得し、同社の連結子会社になる[7]。
- 2018年12月3日（平成30年）：個人旅行者向けホテル予約のメタサーチサイト「Travery（トラベリー）」をオープン[8]。